# Vallée-de-Ronsard
Vallée-de-Ronsard is een gemeente in het Franse departement Loir-et-Cher in de regio Centre-Val de Loire en maakt deel uit van het arrondissement Vendôme. De gemeente telde 527 inwoners op 1 januari 2022.

## Geschiedenis
Vallée-de-Ronsard is op 1 januari 2019 ontstaan door de fusie van de gemeenten Couture-sur-Loir en Tréhet.

## Geografie
De oppervlakte van Vallée-de-Ronsard bedraagt 19,95 vierkante kilometer; Op 1 januari 2022 was de bevolkingsdichtheid 26,4 inwoners per km².
Ambloy · Artins · Authon · Coulommiers-la-Tour · Crucheray · Les Essarts · Faye · Gombergean · Les Hayes · Houssay · Huisseau-en-Beauce · Lancé · Lavardin · Lunay · Marcilly-en-Beauce · Montoire-sur-le-Loir · Montrouveau · Naveil · Nourray · Périgny · Pray · Prunay-Cassereau · Rocé · Les Roches-l'Évêque · Saint-Arnoult · Saint-Amand-Longpré · Saint-Gourgon · Saint-Jacques-des-Guérets · Saint-Martin-des-Bois · Saint-Rimay · Sasnières · Selommes · Ternay · Thoré-la-Rochette · Tourailles · Troo · Vallée-de-Ronsard · Villavard · Villechauve · Villedieu-le-Château · Villemardy · Villeporcher · Villerable · Villeromain · Villetrun · Villiersfaux